# Pella (starożytna Macedonia)

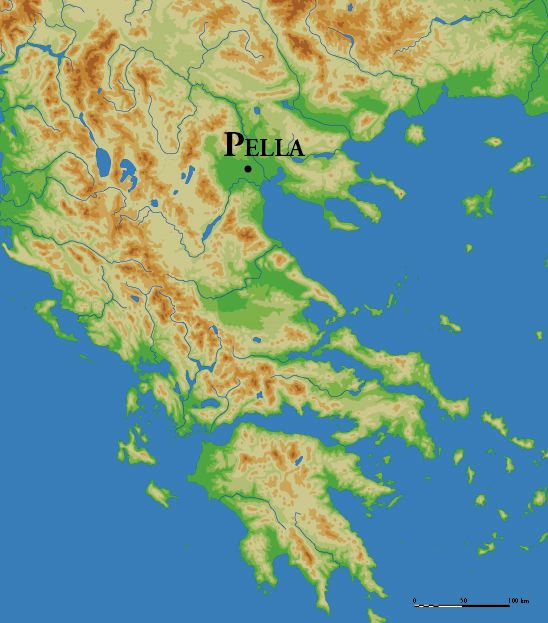
Lokalizacja Pelli

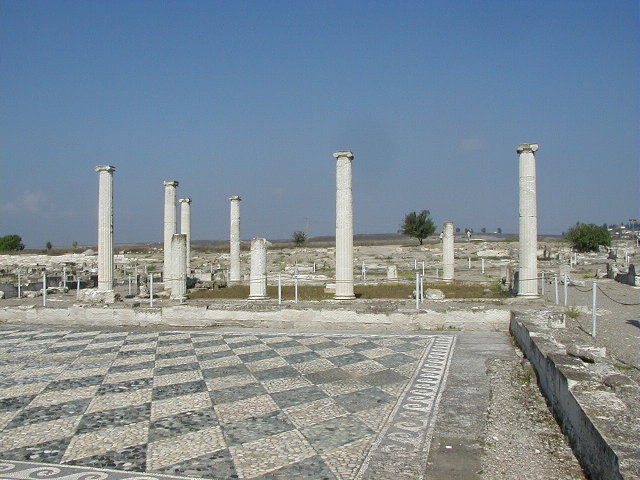
Mozaiki w pozostałościach po atrium, w tle zrekonstruowane kolumny jońskie, stan z 2000

Plan (poznanej części) miasta

Pella (stgr. Πέλλα) – stolica starożytnej Macedonii, współcześnie stanowisko archeologiczne w Grecji w pobliżu miejscowości Pella, 38 km na północny zachód od Salonik.

## Historia
Pella była stolicą Macedonii od czasów Archelaosa I (413–399 p.n.e.), zastępując w tej roli Ajgaj. W jej murach gościli m.in. Eurypides, Agaton i Arystoteles, tutaj też urodził się Aleksander Wielki w 356 p.n.e. Pella przeżyła gwałtowny rozwój za Filipa II Macedońskiego i jego syna, właśnie Aleksandra Wielkiego, stała się wtedy pierwszą w historii stolicą Grecji podbitej przez Filipa II. W starożytności była także znaczącym portem, położonym nad jeziorem połączonym z morzem spławną rzeką Ludias (z biegiem czasu jezioro uległo całkowitemu zamuleniu). W czasach Kassandra Pella została rozbudowana według planu hippodamejskiego. Od 168 p.n.e., po rzymskim podboju, była już tylko miastem prowincjonalnym, ale dzięki korzystnemu położeniu geograficznemu przy trakcie Via Egnatia, jednym z dwóch głównych szlaków handlowych imperium, rozwijała się aż do połowy II wieku n.e., kiedy to Rzymianie w jej pobliżu założyli nową osadę. Od tej pory Pella straciła swoje znaczenie i z czasem została opuszczona.
Według źródeł pisanych w Pelli znajdowały się m.in. wspaniała rezydencja królewska ozdobiona dziełami Zeuksisa, Apellesa i Lizypa, budowle sakralne (np. świątynia Ateny) i publiczne (ogromny teatr, gimnazjony). Zachowały się jedynie jej fundamenty. W maju 2019, grecka Centralna Rada Archeologiczna (ΚΑΣ) ogłosiła decyzję o fragmentarycznej rekonstrukcji pałacu (na przykładzie Knossos), z zamiarem udostępnienia zwiedzającym.

## Wykopaliska i zabytki
Topografia historyczna Pelli nie została jeszcze całkowicie poznana. Dzięki sondażom w latach 1914–1915 i wykopaliskom greckim w latach 1957–1963 zlokalizowano na wzgórzu o dwóch wierzchołkach akropol i miasto (350 ha) schodzące jej południowym zboczem ku równinie. Wykopaliska, wciąż prowadzone, pozwoliły odsłonić agorę, część ulic i fundamentów rezydencji. Przy jednej z ulic odsłonięte ruiny rozległych piętrowych domów (ok. 325–300 p.n.e.) z perystylowymi dziedzińcami i unikatowymi mozaikami posadzkowymi.
Najpiękniejsze mozaiki, zapewne inspirowane malarstwem sztalugowym, ułożone (ok. 300–275 p.n.e.) z kolorowych otoczaków wyobrażają: Polowanie na lwa (1,63 × 3,36 m), Dionizosa na panterze, Polowanie na jelenia, Uprowadzenie Heleny i Amazonomachię. Cechują się pastelową kolorystyką, subtelnym cieniowaniem, zastosowaniem zasad perspektywy i lekkością rysunku. Nowatorską cechą tych dzieł jest zastosowanie wstawek z gliny lub ołowiu dla podkreślenia detali obrazu. Oczy niektórych postaci ludzkich i zwierzęcych były wykonane prawdopodobnie z kamieni półszlachetnych. Mozaiki te są częścią ekspozycji muzeum archeologicznego na terenie wykopalisk w Pelli.

## Mozaiki z Pelli

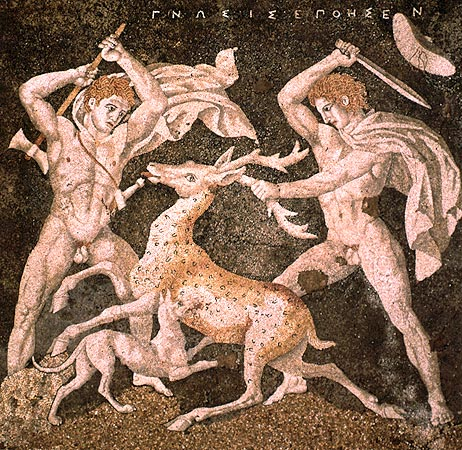
Polowanie na jelenia
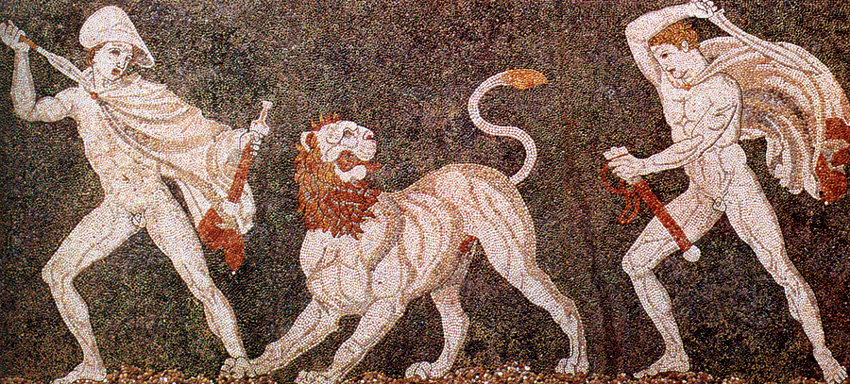
Polowanie na lwa
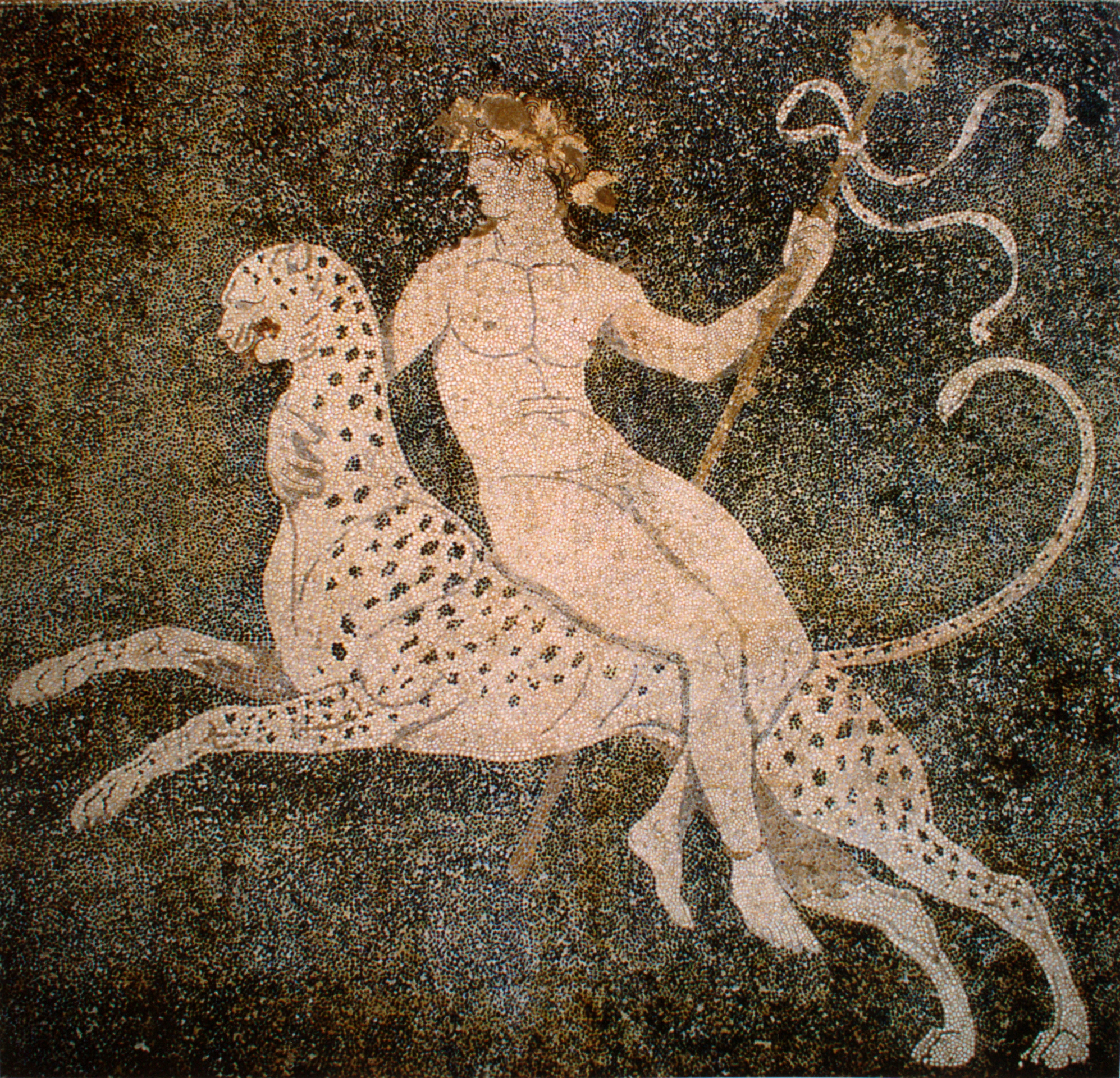
Dionizos na panterze